# بيتر هاريس (شخصية أعمال)
بيتر هاريس (بالإنجليزية: Peter Harris)‏ هو شخصية أعمال بريطاني، ولد في 25 مارس 1934.